# Arnold Vaide
Arnold Vaide, född 17 april 1926 i Salla, Estland, död 5 juni 2011 i Halmstad, var en svensk friidrottare (långdistanslöpare). Han tävlade för IFK Halmstad och vann SM-guld i maratonlöpning åren 1958 och 1960 samt på 25 000 m år 1958. Han deltog i OS 1956 och 1960.